# Гаршина Ірина
Ірина Гаршина (нар. 29 січня 1962 року, м. Суми) — сучасна українська художниця.

## Біографія
Народилася в м. Суми в родині митців (батько — музикант, мати — художниця). Закінчила Сумське музичне училище імені Д. С. Бортнянського. За освітою — викладач сольфеджіо і музичної літератури. Закінчила Сумську художню студію Б. Б. Данченко. Після здобуття освіти деякий час жила в Ленінграді, де відвідуала курси з образотворчого мистецтва. Техніку акварелі та батику опанувала самостійно. Першу картину написала у 2005 році. Ірину Гаршину вважаають «набільш неординарною художницею Сум».

## Творчість
Ірина Гаршина — представник наївного мистецтва. ЇЇ картини вирізняє оригінальний художній метод та своєрідний творчий космос. Як представник альтернативного мистецтва вона незручна і неформативна. Інколи її виставки потрапляють під заборону, зокрема виставка «Рожево-блакитний період» у «Філантропі» [Архівовано 14 червня 2021 у Wayback Machine.] (Суми, 2016).
Картини мисткині різної стилістики і тематики — від гротескного наїву до класичного натюрморту. Роботи виконані у змішаній акварельно-графічній техниці.
У 2019 році Ірина Гаршина стала лауреатом арт-медіа проєкту «Культурний острів» (м. Суми) у номінації «Через терні — до зірок» за серію виставок у 2018 році в Україні, Словенії (Требне), Німеччині (Дюрене).
Як художниця костюмів оформила вистави «Будинок божевільних» Е. Скарпетті, «Снігова королева» Є.Шварца та мюзикл «Малюк» в Сумському театрі драми і музичної комедії ім. М. С. Щепкіна та виставу «Снігова королева» у Черніговському обласному українському музично-драматичному театрі ім. Т. Г. Шевченка.
Жіноче питання в сучасному світі — так можна охарактеризувати зміст виставки. Краса, її в'янення та розквіт, жіноча дружба, сексуальність на фоні реалій нашого життя — ось, про що вам можуть розповісти серії робіт Ірини Гаршиної.
Роботи-метафори, роботи-історії, роботи-анекдоти.

#### Виставки
- 1998 рік — виставка «Пушкін і Гоголь в Сумах» в Сумському центрі мистецтв «Собор»[12].

- 25 березня — 4 квітня 2009 року — виставка «Новий наїв» (Олександр Луценко-Бабан, Ірина Гаршина) в артцентрі «Я-Галерея» (Київ)[13][14].
- 11 серпня — 31 серпня 2010 року — виставка «Новий наїв. Серпень» (Олександр Ляпін, Дмитро Кузовкін, Олександр Луценко-Бабан, Роман Дубровський, Олександр Найден, Ірина Гаршина в артцентрі) «Я-Галерея» (Київ)[15].

- Серпень 2016 — персональна виставка «Рожево-блакитний період» у «Філантропі» [Архівовано 14 червня 2021 у Wayback Machine.][6].
- 10 січня 2018 року — після отримання відмови у проведенні виставки у Сумській муніципальній галереї мисткиня влаштувала виставку-протест на сходинках галереї[16][17].
- 26 січня — 1 лютого 2018 року — Виставка Ірини Гаршиної «Перестать бояться» в Pavlovka ArtGallery (Київ)[18].
- Липень 2019 року — персональна виставка «Корисні та шкідливі звички» у Сумській міській галереї[19].
- Травень 2018 — виставка у приміщенні Сумської обласної телерадіокомпанії[20].
- Лютий 2020 року — персональна виставка «Та допоможе нам Фройд!» в Сумський художній галереї[21][11][22].
- 4-21 лютого 2021 року — персональна виставка «Кареніна не згодна» в Центральному будинку художника (Київ)[23].